# Sellapan Ramanathan
Sellapan Rama Nathan, chiamato comunemente S.R. Nathan (Singapore, 3 luglio 1924 – Singapore, 22 agosto 2016), è stato un politico singaporiano, Presidente di Singapore dal 1999 al 2011.
Ha effettuato i suoi studi alla Malaya University in Malaysia (allora unita con Singapore), ottenendo il diploma nel 1954.
Eletto nelle elezioni presidenziali del 1999, è stato confermato a quelle del 2005.